# Коррупция в Российской империи
Коррупция была одной из постоянных и наиболее болезненных внутренних проблем Российской империи. Есть исторический анекдот о том, что на вопрос бывшего соотечественника о том, что происходит в России, официальный историограф Н. М. Карамзин ответил: «Воруют».
При Петре I государство, построив сложный канцелярский аппарат с большим количеством чиновников, не имело достаточно средств, чтобы содержать его. Не получая жалованья, которое из-за постоянных войн часто задерживали или не выплачивали вовсе, многие чиновники, особенно низших классов, откровенно бедствовали, поэтому взятки нередко были для них единственным способом выживания.
Одним из главных источников злоупотреблений и расстройства государственного управления в России XVIII века был императорский двор, в особенности родственники царя и различные фавориты. Многие из них не обладали достаточными качествами для управления государством, но имели большое влияние и вес при дворе, наживали на этом колоссальные состояния, превращая в богатых людей свою родню и клевретов.
При этом антикоррупционных процессов в промежуток между Петром I и Николаем I страна почти не знала. Максимум, что грозило недобросовестному чиновнику, — это потеря должности и отставка с государственной службы. При Николае I началась разработка антикоррупционного законодательства, однако число чиновников, привлечённых к уголовной ответственности по статьям «мздоимство» и «лихоимство», никогда не было велико.
В качестве преступлений в царской России рассматривались две формы коррупции — казнокрадство (присвоение бюджетных ассигнований) и взяточничество, которое, в свою очередь, различалось по тому, происходило ли получение неправомерных преимуществ за совершение законных действий («мздоимство») или незаконных действий («лихоимство»). Продвижение частных интересов в ущерб общим (кумовство, фаворитизм, непотизм, сращение высшего чиновничества с бизнесом) не влекло правовых последствий и не всегда даже осознавалось как злоупотребление.

## Первая половина XVIII века
В древнерусском праве существовал запрет только на посулы — взятки судьям. Наместники же и воеводы не получали особого жалования, а кормились только за счёт того, что им приносили челобитчики. Пётр I повёл неслыханную дотоле борьбу с казнокрадством. В 1721 году сибирский губернатор князь М. П. Гагарин за занижение реальных доходов губернии, взятки по винному и пивному откупу, вымогательства, угрозы купцам, присвоение казённых средств был подвергнут смертной казни. Через несколько лет был лишён имения и приговорён к казни его родственник — вице-канцлер П. П. Шафиров (приговор в исполнение приведён не был).
При Петре I взяточников нещадно били батогами, клеймили, ссылали, но все было тщетно. По рассказам современников, однажды в Сенате Пётр пригрозил издать указ, по которому всякий, кто украдёт у казны сумму, на которую можно купить верёвку, будет повешен. Генерал-прокурор Ягужинский на это заметил: «Неужели вы хотите остаться императором без служителей и подданных? Мы все воруем — с тем только различием, что один больше и приметнее, чем другой».
Император не смирился и продолжил свои законотворческие инициативы. Так, 17 марта 1714 года был издан «Указ о фискалах и о их должности и действии», регламентирующий полномочия фискалов и меры по борьбе с взяточничеством и казнокрадством, а в 1715 году был принят Артикул Воинский, в котором впервые в истории российского права была реализована попытка систематизации уголовно-правовых норм. В нём, например, были описаны такие должностные преступления, как злоупотребление властью в корыстных целях (арт. 194), взяточничество (арт. 184), подделка печатей и документов (арт. 201), срывание указов (арт. 203), принесение лжеприсяги (арт. 196) и лжесвидетельство (арт. 198), за которые грозило наказание в виде смертной казни, телесных наказаний и тюремного заключения. Более широкий перечень случаев превышения и злоупотребления властью содержался в главе 50 Генерального регламента коллегий (1720 г.), включающей в себя меры взыскания и поощрения за службу.
Эта сторона кипучей деятельности Петра не получила никакого развития при его преемниках. На следующий год после смерти первого российского императора его вдова Екатерина I постановила, что жалование отныне будет выплачиваться только президентам коллегий (министрам), «а приказным людям не давать, а довольствоваться им от дела по прежнему обыкновению от челобитчиков, кто что даст по своей воле, понеже и наперед того им жалованья не бывало, а пропитание и без жалованья имели».
Руководители российской внешней политики, помимо жалования, принимали щедрые «подношения» от послов иностранных держав. Например, жена канцлера А. П. Бестужева получила в 1745 году от французского посланника тысячу дукатов. Своеобразные традиции русской дипломатии стали притчей во языцех при дворах Европы. Английский посол Гиндфорд был «немало удивлён», когда канцлер Российской империи

стал рассказывать ему про дом, подаренный ему Елизаветой, но служивший источником разорительных расходов. Этот дом был в таком состоянии, что, для того, чтобы привести его в порядок, владельцу его необходима была сумма в десять тысяч фунтов стерлингов, и она в этот раз должна была быть передана ему возможно секретнее. Когда Гиндфорд стал возражать против необычайной величины цифры, Бестужев вновь принял свой величественный вид: он просил эти деньги не в виде вознаграждения, а в виде простой ссуды на десять лет и без процентов.

## Эпоха фаворитизма
До восшествия на престол Николая I в 1825 году в абсолютной монархии процветал «фаворитизм» — часто используемый историками эвфемизм, под которым подразумевается узурпация государственных должностей, почестей и наград фаворитами царя и его окружения. Примеры «фаворитизма» и связанного с ним расхищения (или «разбазаривания») государственной собственности в крупных размерах имеются в большом количестве в отношении почти всех царствований в период с начала XVII века и вплоть до Александра I.
Фаворитизм приобрёл всеобъемлющий характер и был по сути интегрирован в систему государственного управления в царствование Екатерины II (1762—1796). Ко времени её вступления на престол в России уже глубоко укоренилась система мздоимства, произвола и прочих злоупотреблений со стороны чиновников, о чём она сама громко заявила вскоре после вступления на трон. 18 июля 1762 г., всего лишь через 3 недели после начала царствования, она выпустила Манифест о лихоимстве, в котором констатировала множество злоупотреблений в области государственного управления и правосудия и объявила им борьбу. Однако, как писал историк В. А. Бильбасов, «Екатерина скоро убедилась сама, что „мздоимство в государственных делах“ не искореняется указами и манифестами, что для этого нужна коренная реформа всего государственного строя — задача… оказавшаяся не по плечу ни тому времени, ни даже более позднейшему».
Имеется множество примеров коррупции и злоупотреблений чиновников применительно к её царствованию. Ярким примером является генерал-прокурор Сената Глебов. Он, например, не останавливался перед тем, чтобы в провинциях отбирать выданные местными властями винные откупа и перепродавать их «своим» покупателям, предложившим за них большие деньги. Посланный им в Иркутск, ещё в царствование Елизаветы Петровны, следователь Крылов с отрядом казаков захватывал местных купцов и вымогал у них деньги, силой склонял к сожительству их жён и дочерей, арестовал вице-губернатора Иркутска Вульфа и по существу установил там свою собственную власть.
Имеется ряд упоминаний о злоупотреблениях со стороны фаворита Екатерины Григория Потёмкина. Например, как писал в своих донесениях посол Англии Гуннинг, Потёмкин «собственной властью и вопреки Сенату распорядился винными откупами невыгодным для казны образом». В 1785—1786 годах очередной фаворит Екатерины Александр Ермолов, ранее — адъютант Потёмкина, обвинил последнего в присвоении средств, отпущенных на освоение Белоруссии. Сам Потёмкин, оправдываясь, заявил, что всего лишь «одолжил» эти деньги из казны. Ещё один факт приводит немецкий историк Т. Гризингер, который указывает, что щедрые подарки, полученные Потёмкиным от иезуитов, сыграли важную роль в том, что их ордену позволили открыть свою штаб-квартиру в России (после запрещения иезуитов повсюду в Европе).
Как указывает Н. И. Павленко, Екатерина II проявляла чрезмерную мягкость по отношению не только к своим фаворитам, но и к прочим чиновникам, запятнавшим себя лихоимством или иными проступками. Так, генерал-прокурор Сената А. И. Глебов (которого сама императрица называла «плутом и мошенником»), был в 1764 году лишь отстранён от должности, хотя к тому времени накопился большой список жалоб и заведённых против него дел. Во время событий чумного бунта в Москве в сентябре 1771 г. главнокомандующий Москвы П. С. Салтыков проявил малодушие, испугавшись эпидемии и начавшихся беспорядков, написал императрице прошение об отставке и сразу же уехал в подмосковную вотчину, оставив Москву во власти безумной толпы, устроившей погромы и убийства по всему городу. Екатерина лишь удовлетворила его просьбу об отставке и никак не наказала.
Поэтому, несмотря на резкий рост расходов на содержание чиновничьего аппарата в течение её царствования, злоупотреблений не становилось меньше. Незадолго до её смерти, в феврале 1796 года Ф. В. Ростопчин писал: «Никогда преступления не бывали так часты, как теперь. Их безнаказанность и дерзость достигли крайних пределов. Три дня назад некто Ковалинский, бывший секретарем военной комиссии и прогнанный императрицей за хищения и подкуп, назначен теперь губернатором в Рязани, потому что у него есть брат, такой же негодяй, как и он, который дружен с Грибовским, начальником канцелярии Платона Зубова. Один О. М. Рибас крадет в год до 500 000 рублей».
Ряд примеров злоупотреблений и хищений связан с фаворитами Екатерины, что, по-видимому, не является случайным. Как пишет Н. И. Павленко, они являлись «в большинстве своем хапугами, радевшими о личных интересах, а не о благе государства».
Сам фаворитизм той эпохи, который, по словам К. Валишевского, «при Екатерине стал почти государственным учреждением», может служить примером если не коррупции, то чрезмерного расходования государственных средств. Так, было подсчитано современниками, что подарки лишь 11 главным фаворитам Екатерины и расходы на их содержание составили 92 млн. 820 тыс. рублей, что в несколько раз превышало размер годовых расходов государственного бюджета той эпохи и было сопоставимо с суммой внешнего и внутреннего долга Российской империи, образовавшегося к концу её царствования. «Она как бы покупала любовь фаворитов», — пишет Н. И. Павленко, — «играла в любовь», отмечая, что эта игра обходилась государству очень дорого.
Кроме необычайно щедрых подарков, фавориты получали также ордена, военные и чиновничьи звания, как правило, не имея никаких заслуг, что оказывало деморализующее влияние на чиновников и военных и не способствовало повышению эффективности их службы. Например, будучи совсем юным и не блиставший никакими заслугами Александр Ланской успел за 3-4 года «дружбы» с императрицей получить ордена Александра Невского и Святой Анны, звания генерал-поручика и генерал-адъютанта, польские ордена Белого Орла и Святого Станислава и шведский орден Полярной звезды; а также нажить состояние в размере 7 млн руб. Как писал придворный Ш. Массон, у её фаворита Платона Зубова было столько наград, что он был похож «на продавца лент и скобяного товара».
Помимо самих фаворитов, щедрость императрицы поистине не знала границ и в отношении различных лиц, приближённых ко двору; их родственников; иностранных аристократов и т. д. Так, в течение своего царствования она раздарила в общей сложности более 800 тыс. крестьян. На содержание племянницы Григория Потёмкина выдавала ежегодно около 100 тыс. рублей, а на свадьбу подарила ей и её жениху 1 миллион руб. Приютила у себя «толпу французских придворных, имевших более или менее официальное назначение при дворе Екатерины» (барон Бретейль, принц Карл Нассау, маркиз Бомбелль, Калонн, граф Эстергази, граф Сен-При и др.), которые также получили неслыханные по щедрости подарки (например, Эстергази — 2 млн фунтов).
Большие суммы были выплачены представителям польской аристократии, включая короля Станислава Понятовского (в прошлом — её фаворита), «посаженного» ею на польский трон. Как пишет В. О. Ключевский, само выдвижение Екатериной кандидатуры Понятовского в качестве короля Польши «повлекло за собой вереницу соблазнов»: «Прежде всего нужно было заготовить сотни тысяч червонных на подкуп торговавших отечеством польских магнатов…». С того времени суммы из казны Российского государства с лёгкой руки Екатерины II потекли в карманы польской аристократии — в частности, именно так приобреталось согласие последней на разделы Речи Посполитой.
В России граница между взяткой и платой за труд всегда была довольно условной. Вплоть до XVIII века государственные чиновники жили благодаря "кормлениям", то есть подношениям от тех, чьими проблемами они занимались. В дошедших до нас записях земских старост о расходах подробно указывается, сколько денег, мяса, рыбы, свечей, пирогов и других полезных в хозяйстве предметов "несено" воеводе, подьячим и прочим слугам государевым. Такие подношения были делом обыкновенным и непротивозаконным. Даже в московских приказах, где большая часть служащих получала зарплату, пусть и небольшую, "кормление от дел" было существенным и вполне легальным источником чиновничьего благосостояния.
Для того, что мы сейчас называем взятками, в юридическом языке XVII века существовало несколько названий. При этом если "почести" (предварительные подарки должностному лицу, "решавшему вопрос") и "поминки" (так называли подарок "по итогам") считались вполне законными вещами, то за "посулы", то есть за нарушение закона за плату, полагались телесные наказания. Именно за посулы в 1654 году были биты кнутом князь Алексей Кропоткин и дьяк Иван Семенов, взявшие деньги с купцов, которых царь Алексей Михайлович собирался переселить в Москву. Купцам туда не хотелось, и они предпочли дать взятку, не подозревая, что царь и без нее уже отменил свое решение. Тем не менее князь потребовал с купцов 150 рублей, а дьяк -- 30 рублей и бочку вина.

## Первая половина XIX века
Александру I докладывали, кто из сенаторов берёт взятки, однако он предпочитал закрывать на это глаза из опасения уронить престиж Сената. В губерниях, однако, на рубеже 1810—1820-х годов прошли серьёзные чистки. Со скандалом лишились своих должностей губернаторы М. Комбурлей, П. Яковлев, И. Толстой, Д. Илличевский и некоторые другие. В частности, в Томске Сперанский вскрыл «злоупотребления вопиющие и по глупости губернатора, по жадности жены его, по строптивому корыстолюбию брата его, губернского почтмейстера, весьма худо прикрытым». Большой резонанс получило дело калужского губернатора Д. Лопухина, который, помимо взяточничества, в пьяном виде гулял по Калуге вместе со своими заместителями и бросал камни в окна лучших домов. В «Былом и думах» Герцен с негодованием писал о «мафиозной» системе управления Сибирью, созданной в 1810-е годы:
«Генерал-губернатор Западной Сибири Иван Борисович Пестель завёл открытый, систематический грабеж во всем крае, отрезанном его лазутчиками от России. Ни одно письмо не переходило границы нераспечатанным. И горе человеку, который осмелился бы написать что-нибудь о пестелевских способах управления. Пестель даже купцов первой гильдии держал по году в тюрьме, в цепях, а то и пытал. При этом сам Пестель почти всегда жил в Петербурге, где своим присутствием и связями, а больше всего дележом добычи предупреждал любые неприятные слухи».
Свою противозаконную деятельности уличённые в лихоимстве государственные служащие объясняли недостаточными окладами их жалований, а «открываемые здесь злоупотребления и упущения существуют повсеместно». Костромской губернатор (1816—1827) К. И. Баумгартен намеренно назначал на ключевые посты продажных чиновников, не брезговал подменой донесений и рапортов, поступавших на его имя, и всячески пытался помешать комиссии проверок, направленной из III отделения. Лишившись места на службе по результатам сенатских ревизий, разоблачённые взяточники уезжали в свои деревни или за границу, где безбедно доживали свой век на скопленные богатства. Суды над чиновниками стали обычным явлением в России только в правление Николая I (1825—1856). На исходе его царствования, в 1853 году, под судом находилось 2540 чиновников.
Вступив на престол, Николай I ввёл умеренную систему поощрений для чиновников (в виде аренды поместий/имущества и денежных премий), которую в значительной мере сам и контролировал («аренда» представляла собой по сути своеобразную земельную ренту, которую данное лицо получало за якобы пожалованную ему землю; фактически это была та же премия, только регулярная). Размеры «аренды» были довольно умеренными и составляли от нескольких сот до нескольких тысяч рублей в год, не превышая как правило 5 тыс. руб. В отличие от предыдущих царствований, историками не зафиксированы крупные подарки в виде дворцов или тысяч крепостных, пожалованных какому-либо вельможе или царскому родственнику. Даже фрейлине Нелидовой, с которой Николай I имел длительную связь и которая, по слухам, имела от него детей, он не сделал ни одного по-настоящему крупного подарка, сравнимого с тем, какие делали своим фаворитам правители предшествующей эпохи.
Для борьбы с коррупцией впервые при Николае I были введены регулярные ревизии на всех уровнях, обыгранные в комедии Гоголя «Ревизор». Подобной практики ранее практически не существовало, её введение диктовалось необходимостью не только борьбы с коррупцией, но и наведения элементарного порядка в государственных делах. Вот что пишет по этому поводу В. О. Ключевский:

«В губернии он разослал доверенных сановников для производства строгой ревизии. Вскрывались ужасающие подробности; обнаруживалось, например, что в Петербурге, в центре, ни одна касса никогда не проверялась; все денежные отчеты составлялись заведомо фальшиво; несколько чиновников с сотнями тысяч пропали без вести. В судебных местах император [нашел] два миллиона дел, по которым в тюрьмах сидело 127 тыс. человек. Сенатские указы оставлялись без последствий подчиненными учреждениями. Губернаторам назначен был годовой срок для очистки неисполненных дел; император сократил его до трех месяцев, дав неисправным губернаторам положительное и прямое обещание отдать их под суд».

Примером борьбы с коррупцией может служить деятельность Е. Ф. Канкрина, возглавлявшего Министерство финансов — ключевое ведомство в области борьбы с финансовыми хищениями и злоупотреблениями. Как писал о нём современник О. А. Пржеславский, «Новый министр начал с очищения своего ведомства от накопившихся осадков прежнего времени: лихоимства и злоупотреблений. Удаление недостойных чиновников и несколько примеров строгого наказания показали служащим по министерству, что благое гурьевское время миновало безвозвратно. Казенное управление питейным сбором заменено отдаваемым с публичных торгов откупом, и весьма значительное увеличение вследствие этой меры казенного дохода наглядно обнаружило, какие по этой части практиковались злоупотребления. Таможенное ведомство было радикально преобразовано… Словом, благодаря Канкрину финансовое дело в России, обеспеченное по возможности от прежнего систематического грабежа… по крайней мере в своем внутреннем механизме по пути к постепенному преуспеянию».
Такую же оценку давали современники и деятельности Министерства юстиции (прокурорского надзора) в эпоху Николая I. Как писал известный юрист и государственный деятель А. Ф. Кони, «история Министерства юстиции с тридцатых до шестидесятых годов представляла немало примеров энергической борьбы губернских прокуроров с местными злоупотреблениями. Борьба эта не всегда была успешна, но уже самое возникновение её, основанное на предписаниях закона, определявшего обязанности губернского прокурора, действовало благотворно, не говоря уже о тех случаях, когда последствием её являлись сенаторские ревизии».
Что касается мелкого взяточничества и воровства, то их размеры вряд ли уменьшились в ту эпоху, о чём свидетельствуют имеющиеся примеры. Так, переход от государственной монополии в торговле водкой к частным откупам, хотя и привёл к увеличению доходов в казну от этой торговли, но способствовал распространению мелких взяток, которые платили чиновникам торговцы водкой. Процветало воровство в армии со стороны средних офицерских чинов. Как писал генерал Вдовиченко в «Записках о Крымской войне», «… полковые и батарейные командиры в прошлую кампанию [в 1853 году] в княжествах придунайских так набили себе карманы и порядочные куши отправили в Московский Опекунский совет, о чём когда узнал кн. Горчаков, то хотел назначить следствие. Насилу его отговорили приближенные, что так водилось всегда».
Имеются свидетельства того, что Николай I снисходительно относился к мелкому взяточничеству чиновников, которое было слишком широко распространённой и издавна заведённой практикой (к тому же было непросто доказать факт взятки). Так, по свидетельству генерал-адъютанта И. С. Фролова, однажды Николай I собрал сведения через III отделение, кто из губернаторов не берёт взятки. Оказалось, что таких только двое — ковенский (Радищев, сын известного писателя) и киевский (Фундуклей) губернаторы. Царь оставил эту информацию без последствий и прокомментировал её следующим образом: «Что не берет взяток Фундуклей — это понятно, потому что он очень богат, ну а если не берет их Радищев, значит он чересчур уж честен».
При вскрытии фактов мелкого взяточничества со стороны крупных чиновников последних, как правило, снимали с поста, не возбуждая уголовного преследования. Так, псковский губернатор Бартоломей вымогал взятки по нескольку тысяч рублей от подчинённых ему чинов. За эти и другие злоупотребления был уволен с поста и вообще исключён со службы в 1846 году — без суда и указания причин. Аналогично за злоупотребления был уволен губернатор Восточной Сибири В. Я. Руперт — в частности, он ввёл новые местные налоги, и часть этих налогов, как установила ревизия в 1845 году, пошла на фиктивные расходы. Но судебному или уголовному преследованию он не подвергся.
Иным был подход к крупным хищениям. Так, в начале 1850-х годов все члены Комитета о раненых, включая председателя его канцелярии А. Г. Политковского, были преданы суду — когда выяснилось, что они украли 1 миллион рублей. Однако они и ранее в течение ряда лет присваивали мелкие суммы, но это оставалось незамеченным.
В целом применительно к царствованию Николая I можно констатировать резкое сокращение «фаворитизма» и крупной коррупции (хотя мелкая коррупция продолжала оставаться повсеместным явлением) и активизацию борьбы с хищениями государственной собственности и иными злоупотреблениями. Впервые проблема коррупции была поднята на государственный уровень и широко обсуждалась. «Ревизор» Гоголя, выставлявший напоказ примеры взяточничества и воровства, шёл в театрах (в то время как ранее обсуждение подобных тем было под строгим запретом). Однако критики царя расценили инициированную им борьбу с коррупцией как усиление самой коррупции. Кроме того, чиновники придумывали новые способы воровства, в обход мер, предпринимаемых Николаем I, о чём свидетельствует высказывание сенатора К. И. Фишера:

«Канцелярская наглость составляла исстари хроническую язву России… При Николае эта наглость стала принимать правильные формы, несмотря на строгость императора… Прежде наглость действовала посредством нарушения законов, теперь она стала чертить законы, способствующие воровству … Деморализация осталась ещё в подполье; канцелярские крысы, во тьме ночной, грызли государственную машину… Наконец вступает наглость высшего рода, где высокие сановники принимают инициативу и берут канцелярскую сволочь себе в сообщники… Николай Павлович служил России добросовестно, но ошибался в системе и был обманываем с отвратительным цинизмом».

Сам Николай I критически относился к успехам в этой области, говоря что в его окружении не воруют только он сам и наследник.

## Антикоррупционное законодательство
Решение сложной и многогранной задачи разработки антикоррупционного законодательства, имеющего своей конечной целью «истребление сей язвы», было возложено Николаем I на особый Комитет, учреждённый императором в мае 1826 года при Общем собрании Санкт-Петербургских департаментов Сената. В том же 1826 году было создано Третье отделение Собственной Его Императорского Величества Канцелярии — для борьбы со злоупотреблениями должностных лиц и контроля за их деятельностью. В середине XIX века в правительственных кругах наблюдалась непоследовательность в борьбе с должностной преступностью. Несмотря на общее негативное отношение к взяточничеству, к отдельным лихоимцам правительство было снисходительно.
О численности чиновников в середине века (с 1847 по 1857 год) существуют точные данные, сохранившиеся в фонде Инспекторского департамента гражданского ведомства. В 1847 году число чиновников составляло 61 548 человек. К I классу принадлежал 1 человек, ко II — 40, к III — 166, к IV — 484, к V — 1100, к VI — 1621, к VII — 2588, к VIII — 4671 и к IX—XIV — 50 877 человек.
Важным этапом на пути совершенствования законодательства об ответственности за взяточничество и лихоимство было издание Свода Законов (1832, 1842, 1857 гг.), в котором этим деяниям была посвящена глава 6 раздела 5 тома 15. Статья 336 содержала перечень видов лихоимства. Таковых было три:
- незаконные поборы под видом государственных податей;
- вымогательство вещами, деньгами или припасами;
- взятки с просителей по делам исполнительным и судебным.

Таким образом, Свод Законов трактовал взяточничество как составную часть лихоимства. Под взятками здесь понимались всякого рода подарки, которые делались чиновникам для ослабления силы закона. При назначении наказания лицам, уличённым в лихоимстве, применялись три основных правила:
- не смотреть ни на чины и достоинства, ни на прежние заслуги;
- если обвиняемый докажет, что взятки были приняты на его имя без его ведома, то наказывать того, кто принял взятку;
- учитывать степень преступления и происшедшие от того последствия.

С 1845 г. основным законодательным актом, регулировавшим ответственность чиновников за мздоимство и лихоимство, стало «Уложение о наказаниях уголовных и исправительных». Однако при этом законодательное определение этих понятий отсутствовало. Если действие, за которое получен дар, не составляло нарушения обязанностей службы, то получение вознаграждения являлось мздоимством, если же обязанности службы были нарушены — лихоимством. По Уложению, чиновник, уличённый в мздоимстве, подвергался либо только денежному взысканию, либо денежному взысканию, сопряжённому с отрешением от должности. За лихоимство законодатель установил более суровые санкции, чем за мздоимство, вплоть до отдачи в исправительные арестантские отделения. Высшей степенью лихоимства законодателем было названо вымогательство (Статья 377 Уложения). Виновный в вымогательстве подвергался либо отдаче в исправительные арестантские отделения, с лишением всех особенных прав и преимуществ, либо к лишению всех особенных, лично и по состоянию присвоенных, прав и преимуществ и отдаче в исправительные арестантские отделения на срок от 5 до 6 лет. При наличии отягчающих вину обстоятельств, виновный приговаривался к лишению всех прав состояния и ссылке на каторжные работы на срок от 6 до 8 лет.

## Вторая половина XIX века

### Александр II(1855—1881)
В общей сложности к 1857 году чиновников было около 86 000 человек. Из чиновников низших классов (от XIV до VIII) в те годы привлекалось палатами уголовного суда ежегодно около 4000; чины VIII—V классов судились в Сенате, примерно по 700 человек в год; чиновники высших чинов Табели о рангах попадали под следствие в единичных случаях. Таким образом, в общей сложности около 5-6 % чиновников ежегодно попадали под различные расследования уголовных палат и Сената. Однако, по обвинениям в мздоимстве и лихоимстве проходило гораздо меньшее число. Если в 1847 году число чиновников государственной службы, судимых в палатах Уголовного суда за мздоимство и лихоимство, составляло 220 чел., то в 1883 году эта цифра составляла 303 чел. (а к 1913 г. достигла 1071 чел.). Тем не менее, власти всегда понимали, что попадают под суд за взяточничество далеко не все, и искали пути для профилактики и уменьшения этой язвы.

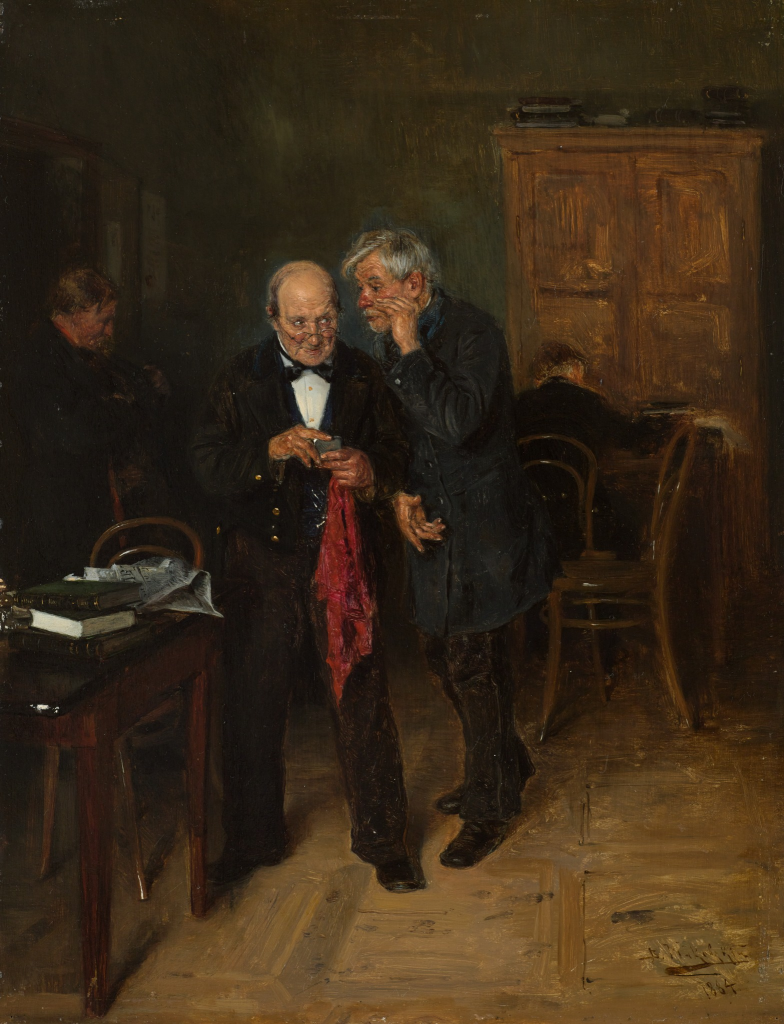
Владимир Маковский. Секрет (1884 г.).

Император Александр II, осознававший необходимость порвать с феодально-крепостническим наследием царской России, развернул обширную программу либеральных реформ. В условиях бурно развивающегося капитализма злоупотребления стали принимать новые формы: на смену старинному кумовству и мздоимству пришло сращение высшего чиновничества с бизнесом, взаимопроникновение государственного управления и предпринимательства. Общество отнюдь не сразу осознало проблематичность такой связки (см. ниже).
Имеется ряд мнений историков и современников и приводимых ими фактов, свидетельствующих о росте коррупции в царствование Александра II (1855—1881). Так, советский историк П. А. Зайончковский писал о «массовых злоупотреблениях и хищениях», способствовавших «падению авторитета императора и всего царствующего дома». Соответствующие обвинения в адрес правительства Александра II раздавались и до, и, в особенности, после его убийства. Так, в первые дни марта 1881 г. в официозной газете «С-Петербургские ведомости» вышла передовая статья, в которой (по словам правительства) содержалось «огульное и непозволительно резкое обвинение всей нашей администрации в том, что она „не занималась“ будто бы ничем иным как колоссальным казнокрадством».
С деятельностью частных железнодорожных компаний было связано большинство известных примеров коррупции. Как указывает П. А. Зайончковский, ряд крупных чиновников Александра II участвовал в учреждении этих компаний, причём, как правило, они не вносили денег, а в качестве «вклада» в компанию использовали свой административный ресурс. Так, председатель Государственного банка Е. И. Ламанский вошёл в качестве учредителя в железнодорожную компанию, которой он сам же выдал кредит от имени Государственного банка. И это был не единичный случай его подобного участия. Как писал по этому поводу чиновник Комитета министров А. Н. Куломзин, «Очевидно, у Ламанского денег нет, потребных на железную дорогу, зачем же его приглашают во все компании, очевидно по его положению как управляющего Государственным банком».
Одной из сфер злоупотреблений являлось размещение государственных займов, значительную часть которых присваивали различные финансовые посредники. Но особенно много примеров хищений и злоупотреблений относится к железнодорожной отрасли. Так, создаваемые здесь частные железнодорожные компании получали на льготных условиях государственные субсидии, размер которых был довольно значительным и способствовал росту государственного долга, а также составлял значительную часть доходов самих компаний. Например, ежегодная выручка Уральской железной дороги в начале 1880-х годов составляла всего лишь 300 тыс. руб., а её расходы и гарантированная акционерам прибыль — 4 млн руб., таким образом, государству приходилось только на содержание одной этой частной железнодорожной компании ежегодно доплачивать из своего кармана 3,7 млн руб., что в 12 раз превышало доходы самой компании. Как было позднее установлено, ввиду отсутствия эффективного контроля за расходами этих компаний, последние намеренно завышали свои расходы и получали под них субсидии государства.
Цитируя Зайончковского, «участие тех или иных представителей бюрократии в деятельности капиталистических предприятий в большинстве случаев носило форму прямого подкупа… [или] проявлялось в различных формах коррупции (использования служебного положения)». Интересно, что «аппетиты» крупных чиновников к данному виду «деятельности» выросли несмотря на то, что очень существенно, в 2—3 раза, выросли в эпоху Александра II и их жалования, чего в другие периоды не происходило.
Историк А. Д. Рибер пишет о личных интересах некоторых групп чиновников в высшем звене в эпоху Александра II. В частности, одна из этих групп, сформировавшаяся вокруг министра финансов М. Х. Рейтерна (включавшая В. А. Бобринского, А. А. Абазу и др.), сначала провела успешные сделки по продаже Аляски и Николаевской железной дороги, а потом разработала грандиозный план строительства сети из 18 новых железных дорог. Эти чиновники, — пишет историк, — «умело манипулировали гибкими правилами о концессиях, чтобы отдавать контракты своим фаворитам из числа предпринимателей… убедили царя продать все остальные государственные железные дороги частным компаниям». С. Ю. Витте писал об одном из таких фаворитов, Дервизе, который, будучи школьным товарищем Рейтерна, получил от него на чрезвычайно выгодных условиях три концессии — на постройку Московско-Рязанской, Рязанско-Козловской и Курско-Киевской ж.д., на чём нажил огромное состояние, после чего бросил службу в России, уехал в Италию, построил там дворец, вёл разгульную жизнь и «совсем от этой роскоши рехнулся».
Военный министр Д. А. Милютин, пишет А. Д. Рибер, считал предпринимателей, строивших железные дороги, «мошенниками и негодяями, которые набивают карманы сотнями тысяч рублей, украденных из государственной казны. Он обвинял их в том, что они взвалили на плечи России неподъемный груз — плохо построенные, не приносящие дохода и не имеющие достаточной пропускной способности железные дороги, которые с самого начала нуждаются в ремонте, а помимо этого требуют ещё выплаты процентов на вложенный капитал».
Есть и примеры крупных взяток, которые эти предприниматели выплачивали чиновникам за те или иные разрешения в свою пользу, что было очень распространённой практикой. Один такой случай, подтверждённый свидетельствами очевидцев, произошёл даже с братом Александра II великим князем Николаем Николаевичем, который получил взятку в размере 200 тысяч рублей за то, чтобы концессия досталась некоему определённому лицу.
Наконец, есть и примеры, относящиеся к самому Александру II. Как писал П. А. Зайончковский, он имел «весьма своеобразное представление о честности», чему имеются «многочисленные и весьма авторитетные свидетельства современников». В частности, как писал министр Д. А. Милютин в 1874 году, «Остаётся только дивиться, как самодержавный повелитель 80 миллионов людей может до такой степени быть чуждым самым элементарным началам честности и бескорыстия. В то время как, с одной стороны, заботятся об установлении строжайшего контроля за каждой копейкой, когда с негодованием указывают на какого-нибудь бедного чиновника, обвиняемого или подозреваемого в обращении в свою пользу нескольких сотен или десятков казенных или чужих рублей, с другой стороны, с ведома высших властей и даже по высочайшей воле раздаются концессии на железные дороги фаворитам и фавориткам прямо для поправления их финансового положения, для того именно чтобы несколько миллионов досталось в виде барышей тем или другим личностям». В качестве одного из примеров он приводил следующий: царь дал распоряжение министру путей сообщения сделать крупный заказ на подвижной состав заводам Мальцева «с тем чтобы последний обязывался подпиской выдавать ежегодно по столько-то тысяч рублей своей жене, приятельнице императрицы, неразлучной с нею и не живущей с мужем».
Как резюмировал в 1871 году А. И. Дельвиг из министерства путей сообщения, описывавший такие же злоупотребления императора, «до настоящего года я полагал, что в России есть по крайней мере одна личность, которая по своему положению не может быть взяточником, и грустно разочаровался».
Такие же примеры приводил С. Ю. Витте в своих воспоминаниях: «В это время император Александр II уже влюбился и интимно жил с своей будущей морганатической женою княгинею Юрьевскою, урождённою княжной Долгорукой. Эта княжна Долгорукая не брезговала различными крупными подношениями, и вот она через Императора Александра II настаивала, чтобы дали концессию на постройку Ростово-Владикавказской дороги — не помню кому: или инженеру Фелькерзаму, или какому то другому железнодорожному концессионеру — чуть ли не Полякову». Эта деятельность княгини Юрьевской, предположительно инспирированная её подругой В. Шебеко, подтверждена другими свидетельствами: по словам историков Р. Ш. Ганелина и Б. В. Ананьича, «в таких условиях, когда правительственная гарантия обеспечивала прибыли и гарантировала от убытков, когда благоволение власть имущих могло заменить концессионеру миллионные капиталы, фаворитизм и коррупция расцвели пышным цветом».
Крайне снисходительно относился царь и к участию крупных чиновников в учреждении акционерных обществ. Так, ввиду распространившихся злоупотреблений 7 ноября 1868 года было принято «пожелание» Александра II о том, чтобы высшие чиновники не участвовали в учреждении железнодорожных товариществ. «Однако это „высочайшее пожелание“, — пишет П. А. Зайончковский, — нарушалось самим же императором». По свидетельству А. И. Куломзина, в начале 1870-х годов правительством обсуждался состав очередной создаваемой железнодорожной компании, и председатель Комитета министров князь Гагарин с разрешения Александра II поднял вопрос, не следует ли отклонить эту компанию, так как в ней участвуют 5 высших чиновников Министерства финансов (руководил которым министр финансов М. Х. Рейтерн). Князь Гагарин «опирался на высочайшее повеление», однако царь, под влиянием мнения большинства присутствующих, утвердил эту компанию. «Приведённое высказывание, — заключает историк, — во-первых, показывает сначала полнейшую непоследовательность действий императора, поддержавшего Гагарина, а затем санкционировавшего нарушение собственного решения, а во-вторых, интересно как факт „сращивания“ высших чинов Министерства финансов с представителями финансового мира».
Есть примеры коррупции в армии. Так, по воспоминаниям С. Ю. Витте, во время русско-турецкой войны 1877—1878 гг. громадный подряд по интендантству был получен компанией «Грегер, Варшавский, Горвиц и Коген», благодаря протекции Непокойчицкого, начальника штаба действующей армии, который до своего назначения имел тесные отношения с этой компанией, причём Непокойчицкий за этот подряд якобы получил соответствующее вознаграждение. История эта получила большой общественный резонанс и стала «притчей во языцех». Когда же после войны правительство отказалось оплачивать этой компании очередную сумму в несколько миллионов, то она обратилась к княгине Юрьевской и «благодаря ей, компания эта получила значительную часть тех сумм, на которые она претендовала, и в которой ей было отказано как правительственной комиссией, так и судом… конечно, при этом, если не сама княгиня Юрьевская, то очень близкие ей лица получили соответствующий куш».
Есть и другие примеры «фаворитизма» со стороны Александра II. Как писал Н. А. Рожков, он «бесцеремонно обращался с казенным сундуком… раздарил своим братьям ряд роскошных имений из казенных земель, построил им на казенный счёт великолепные дворцы». Вместе с тем, в течение его царствования предпринимались усилия по созданию более эффективной системы контроля за бюджетными расходами. В этих целях была проведена реформа Государственного контроля: учреждены его местные органы — контрольные палаты, введено право внезапного освидетельствования касс, для повышения эффективности ревизорских проверок.
Важным фактором борьбы с «воровством» на государственной службе стала начавшаяся в правление Александра II система публикации имущественного положения чиновников империи. Периодически, как правило — раз в год, выходили книги, которые так и назывались: «Список гражданским чинам такого-то ведомства». В этих книгах, доступных для широкой публики, были приведены сведения о службе чиновника, его наградах, поощрениях и что, не менее важно — взысканиях, а также о размере получаемого им жалования и наличии имущества. Причём, имущество указывалось не только личное, но и «состоящее за женой», как наследственное, так и приобретённое. Имея на руках такой «Список», каждый мог сравнить декларируемое положение чиновника и реальное. Все три редакции (1845, 1866 и затем 1885 гг.) Уложения о наказаниях уголовных и исправительных оговаривали возможность получения взятки должностным лицом и через других, в том числе жену, детей, родственников, знакомых; признавали преступление оконченным, «когда деньги или вещи были ещё не отданы, а только обещаны ему, по изъявленному им на то желанию или согласию»; предусматривали некоторые завуалированные способы получения взятки — «под предлогом проигрыша, продажи, мены или другой какой-либо мнимо законной и благовидной сделки». Чиновникам запрещались всякие сделки с лицами, вступающими в подряды и поставки по тому ведомству, где они служат, потому что предполагалось, что эта сделка или договор только прикрывает собою взятку, данную для того, чтобы чиновник незаконно благоприятствовал подрядчику при сдаче вещей или работе в ущерб казне. За совершение таких сделок обе стороны подвергались взысканию, равному цене заключённой сделки, а чиновник к тому же исключался из службы (ст. 485 и другие статьи отделения VI главы XI Уложения о наказаниях).

### Александр III(1881—1894)
Генерал Н. П. Игнатьев в записке новому императору Александру III от 12 марта 1881 г. писал о «развившемся расхищении казны», а после своего назначения министром внутренних дел подготовил программу борьбы с «хищением казенного имущества», которое «нет сомнения… существует во многих ведомствах». В Манифесте Александра III от 29 апреля 1881 г., сопровождавшемся отставкой прежнего состава правительства (Абазы, Лориса-Меликова и Милютина) говорилось о необходимости «истребления неправды и хищения, — водворения порядка и правды в действия учреждений».
Сенатор М. Б. Веселовский, служивший в Государственной канцелярии, также писал, что участие в учреждении акционерных обществ при Александре II получило большое распространение среди высших слоёв чиновничества. «Именно это обстоятельство, — пишет П. А. Зайончковский, — явилось причиной, заставившей Александра III поставить в Комитете министров вопрос о запрещении высшим сановникам участвовать в правлениях различного рода акционерных предприятий».
Александр III (правил с 1881 по 1894 гг.) предпринял ряд мер по искоренению коррупции и злоупотреблений, усилившихся в предыдущее царствование. Введены запреты для чиновников, которых ранее не существовало: запрет на участие в правлениях частных акционерных обществ, запрет на получение комиссии (лично чиновником) при размещении государственного займа и другие. Имеются соответствующие примеры. Так, сотрудник министерства финансов И. Ф. Цион был уволен Вышнеградским за то, что получил комиссию в 200 тысяч руб. от иностранных банкиров при размещении очередного государственного займа. А. А. Абаза был уволен императором за то, что располагая инсайдерской информацией о намерении государства понизить курс рубля, пустился в массированные спекуляции, на которых нажил 900 тысяч руб. Министр путей сообщения А. К. Кривошеин вскоре после своего назначения был уличён в попытке брать взятки при заключении государственных контрактов, в продаже леса из своих имений государству по завышенным ценам и в других злоупотреблениях, после чего был уволен со своего поста:540—541.
Одним из направлений борьбы с данным явлением стала реорганизация системы железных дорог, превратившейся до этого в одну из главных сфер финансовых злоупотреблений. Результатом стало не только прекращение огромных убытков от железных дорог для казны, но и исчезновение такого явления как «железнодорожные короли» (тесно переплетавшиеся в своих интересах с крупными чиновниками), чьи частные компании были в основном выкуплены государством.
Хотя при Александре III многие из его родственников (великих князей) продолжали занимать высокие посты, некоторых он всё же отправил в отставку. По свидетельству Витте, государь активно противостоял их вмешательству в работу министерств и ведомств и выдвигаемым ими различным финансовым «проектам», в которых можно было заподозрить желание прикарманить казённые средства.
Так, император воспрепятствовал передаче концессии на строительство Сибирской железной дороги (ныне Транссибирская магистраль) французской компании, интересы которой лоббировала влиятельная группировка при дворе, и она строилась непосредственно государством за счёт казны — потому, вероятно, и была построена, что было для того времени невероятным достижением, с учётом её длины и прохождения по безлюдной местности (ранее, при Александре II, группа французских банкиров взялась строить намного более короткую дорогу Петербург — Варшава, соединявшую два города-миллионника, и не смогла самостоятельно найти даже половины требуемых средств, несмотря на гарантию государства по покрытию расходов и 5%-й прибыли):535, 517.
Ужесточалось и законодательство. 22 апреля 1881 года был учреждён Комитет для выработки проекта уголовного Уложения. Одним из дискуссионных в 1893 стал вопрос об ответственности за взяточничество (лихоимство). В проекте Редакционной комиссии ответственность за принятие взятки, данной с целью побуждения к совершению преступного деяния посредством злоупотребления служебными полномочиями или к учинению служебной провинности (ст. 35), устанавливалась равной ответственности за принятие взятки, если она была дана уже за учинённые, в интересах лиходателя, посредством злоупотребления служебными полномочиями преступные деяния или служебную провинность (ст. 36), а именно: заключение в тюрьму на срок не ниже шести месяцев. Полностью Уголовное уложение вступило в силу при Николае II.

## Начало XX века
В 1903 году было введено Уголовное уложение, которое в части борьбы с коррупцией было гораздо более проработано, чем действовавшее до этого Уложение о наказаниях. Уголовное уложение, в частности, разделило понятия «взяточничество» и «лихоимство».
Рост взяточничества с начала XX века в России (как и в других странах первой пятёрки) имел место в связи как с ростом числа чиновников, так и с поставками и военными заказами, сделками с недвижимостью, основанием новых кооперативных обществ, получением для эксплуатации земельных участков с полезными ископаемыми и другими сделками в начале XX века. В России — особенно в период русско-японской, а затем и первой мировой войны, рост коррупции вызвал необходимость как усиления ответственности за получение взяток, так и отказа от ненаказуемости за взяткодательство. Царское правительство быстро отреагировало на всплеск коррупции в самом начале русско-японской войны и ужесточило отношение к ней; предпринимались все новые попытки к пресечению мздоимства и лихоимства. Об этом свидетельствует, в частности, и тот факт, что на лиц, их совершивших, не были распространены милости (амнистия), даруемые Всемилостивейшим Манифестом от 11 августа 1904 года. В частности, им не могли быть уменьшены назначенные судом сроки заключения на две трети (как многим другим осуждённым по уголовным статьям), они не могли быть освобождены от суда и наказания в случаях, если против них было возбуждено преследование или последовало решение суда или решение ещё не приведено в исполнение до 11 августа 1904 года, и др.
14 апреля 1911 года министр юстиции И. Г. Щегловитов внёс в Государственную думу развёрнутый законопроект «О наказуемости лиходательства». Дача взятки рассматривалась в этом проекте как самостоятельное преступление, нарушающее принцип безвомездности служебных действий, предлагалось объявить её наказуемой независимо от будущей деятельности взяткополучателя. Лиходательство же в качестве платы за прошлую деятельность должностного лица предлагалось считать преступным лишь при неисполнении им служебной обязанности или злоупотреблении властью. Однако данный законопроект рассмотрен не был — вероятно потому, что Николай II понимал, что это может затруднить борьбу с коррупцией.
Закон от 31 января 1916 года, принятый в порядке чрезвычайного законодательства, существенно повышал наказание за мздоимство и лихоимство, в частности, в случаях, когда они были учинены по делам, касающимся снабжения армии и флота боевыми, продовольственными и иными припасами, пополнения личного состава и вообще обороны государства, а также железнодорожной службы. Эти же обстоятельства усиливали ответственность и за лиходательство, которое объявлялось безусловно наказуемым. Предусматривалась ответственность за лиходательство-подкуп за выполнение или невыполнение служебного действия без нарушения должностным лицом установленных законом обязанностей, а также за лиходательство-подкуп и лиходательство-вознаграждение за действие или бездействие должностного лица, связанные с злоупотреблением властью. Наказывалось и лиходательство-подкуп члена сословного или общественного собрания и лица, внесённого в список на определённую сессию суда, а равно вошедшего в состав комплекта присяжного заседателя. Обстоятельством, квалифицирующим лиходательство, признавалось учинение его шайкой. Полное название этого пакета законов от 31 января 1916 года было таково: «О наказуемости лиходательства, об усилении наказаний за мздоимство и лихоимство, а также об установлении наказаний за промедление в исполнении договора или поручения правительства о заготовлении средств нападения или защиты от неприятеля и о поставке предметов довольствия для действующих армии и флота».
Ужесточение борьбы с коррупцией в 1915—1916 годах и, в частности, отмена ненаказуемости лиходательства в 1916 году были обусловлены тем, что русская контрразведка и тайная полиция выявила крупную коррупцию во влиятельнейшем Земгоре и военно-промышленных комитетах (руководимых Гучковым), которые (Земгор и ВПК) уже в 1915 году занимались не только своими прямыми делами всесторонней помощи и снабжения армии, но и превратились в отлаженную и отлично мобилизованную оппозиционную политическую организацию.
Конечно, в низших и отчасти в средних слоях бюрократии, промышленников и политиков (причём в основном как раз оппозиционных самодержавию) коррупция после двух лет Первой мировой войны была велика. Незадолго до революции журнал «Русскій міръ» поместил большую статью, посвящённую разбору этого явления в России: "Нескончаемою вереницею тянутся сенаторские ревизии за ревизиями, идут газетные разоблачения за разоблачениями. И всюду встаёт одна и та же, лишь в деталях разнящаяся картина. Воистину, «от хладных финских скал до пламенной Колхиды» сенаторские ревизии и газетные разоблачения открывают обширные гнёзда крупных, тучных, насосавшихся денег взяточников, а около них кружатся вереницы взяточников более мелких, более скромных, более тощих. Около каждого казенного сундука, на который упадёт испытующий взор ревизора, оказывается жадная толпа взяткодавцев и взяткополучателей, и крышка этого сундука гостеприимно раскрывается перед людьми, сумевшими в соответствующий момент дать соответствующему человеку соответствующую взятку. Сейчас за взяточничество принялись очень основательно. … "
И даже близость к вершинам власти, и прошлые заслуги, и работа на немалых должностях в тайной полиции — все это до 1917 г. не давало гарантию от расследования, суда и тюрьмы. В конце 1916 — начале 1917 гг газеты широко освещали крупный коррупционный скандал: т. н. дело Манасевича-Мануйлова, дружившего с Распутиным. В 1915 г. И. Ф. Манасевич-Мануйлов был личным информатором товарища министра внутренних дел С. П. Белецкого, осведомителем следственной комиссии генерала Н. С. Батюшина и одним из близких к Распутину людей. В конце того же года был причислен к министерству внутренних дел, а после назначения в январе 1916 года Б. В. Штюрмера председателем Совета министров откомандирован в его распоряжение. Карьера его дала трещину после отставки Штюрмера (который планировал назначить Манасевича-Мануйлова заведующим Заграничной агентурой Департамента полиции). Но вместо Парижа осенью 1916 года Иван Фёдорович попал в тюрьму. Петроградским окружным судом 13—18 февраля 1917 года по обвинению в шантаже товарища директора Московского соединённого банка И. Хвостова Манасевич был признан виновным в мошенничестве и приговорён к лишению всех особых прав и преимуществ и к заключению на 1,5 года, — но уже 27 февраля был в числе прочих заключённых освобождён «революционерами Февраля» из Литовского замка.
Единственным случаем, когда попавший под следствие коррупционер был защищён из личных (по одной из версий) интересов царской семьи (Александры Феодоровны) было дело банкира Д. Л. Рубинштейна: он занимался финансовыми махинациями, пытаясь использовать свою близость к Г. Е. Распутину. Знакомство их длилось всего несколько месяцев, и в феврале или в марте 1916 года Распутин запретил принимать Рубинштейна, после чего (10 июля 1916 г.) Д. Рубинштейн был арестован по подозрению в пособничестве неприятелю и выслан в Псков. Его деятельность стала предметом расследования специально созданной для этого комиссии генерала Н. С. Батюшина. Рубинштейну инкриминировались: продажа русских процентных ценных бумаг, находившихся в Германии, через нейтральные страны во Францию; продажа акций общества «Якорь» германским предпринимателям; взимание высоких комиссионных за сделки по русским заказам, выполнявшимся за границей, и пр. — неизвестно, что из этих обвинений было доказано следствием. В сентябре 1916 года Александра Фёдоровна настаивала на ссылке Рубинштейна в Сибирь; — и только позднее императрица ходатайствовала перед супругом о смягчении участи Рубинштейна — ввиду его тяжёлой болезни. По настоянию Александры Фёдоровны он освобождён 6 декабря.1916 года. По одной из версий, её заступничество объяснялось тем, что через Рубинштейна она тайно передавала в Германию деньги своим обнищавшим немецким родственникам(с. 395—396), которые были лишены Вильгельмом II с начала войны всех источников дохода. Версия передачи Александрой Феодоровной денег немецким родственникам осталась недоказанной ни Чрезвычайной следственной комиссией Временного правительства, ни впоследствии большевиками.
Многочисленные обвинения в коррупции членов царского правительства, функционировавшего накануне Февральской революции 1917 г., в дальнейшем не нашли никакого документального подтверждения, хотя Временное правительство приложило немало усилий для поиска доказательств, и именно этим занималась Чрезвычайная следственная комиссия Временного правительства. К лету 1917 г. члены комиссии констатировали, что не находят в действиях подследственных никакого состава преступления, а когда Муравьёв пытался их заставить изменить своё мнение, некоторые из них — в частности, Руднев — подали в отставку. Летом 1917 года Керенский был вынужден признать, что в действиях «Николая II и его супруги не нашлось состава преступления». То же самое Керенский подтвердил английскому послу Бьюкенену. Не смогла ЧСК предъявить обвинений в коррупции и бывшим царским министрам, главноуправляющим и прочим высшим должностным лицам как гражданского, так и военного и морского ведомств(с. 160).

## Полемика о масштабе коррупции
По мнению некоторых российских авторов XXI века, проблема коррупции в Российской империи была чрезмерно раздута политическими противниками царского правительства, включая радикальных публицистов наподобие А. И. Герцена и П. В. Долгорукова, и заидеологизированными советскими авторами, от которых ожидалось развенчание «преступлений» царского режима. Свою лепту в формирование образа России как страны тотального воровства и коррупции внесли записки недоброжелательно настроенных иностранцев, как, например, маркиза де Кюстина. Так, А. Г. Звягинцев и Ю. Г. Орлов, изучив и описав биографии всех генерал-прокуроров Российской империи в период от создания этой должности в 1722 г. до февраля 1917 года, нашли только одного (из более чем тридцати) на этом посту, подверженного коррупции.